# Sulayman ibn Wahb
Abu-Ayyub Sulayman ibn Wahb al-Harithí (àrab: أبو أيوب سليمان بن وهب الحارثي, Abū Ayyūb Sulaymān b. Wahb al-Ḥāriṯī) fou un funcionari i visir abbàssida. Va començar la seva carrera al servei d'al-Mamun. Va servir també a les ordes del general Musa ibn Bugha i del general Aytakh durant el regnat d'al-Wàthiq, cosa que li va permetre relacionar-se amb els principals militars turcs. El seu germà Hàssan ibn Wahb era aleshores secretari del visir Ibn az-Zayyat. Fou dues vegades amil o intendent del tresor a Egipte (durant el regnat del califa al-Mutawàkkil) períodes en els quals s'hauria enriquit considerablement. Fou el darrer visir del califa al-Muhtadí (859-860), tot i que llavors el poder estava en mans dels militars turcs i el visirat no gaudia de quasi cap poder. Sota el califa al-Mútamid fou altre cop visir breument (877) i cap de tropes (878) en un moment de rivalitat amb un altre visir, al-Hàssan ibn Màkhlad ibn al-Jarrah, també d'origen cristià; com que no va poder satisfer les exigències financeres del califa i del seu germà el regent Talha al-Muwàffaq fou destituït i empresonat i va morir a presó l'estiu del 885. Va ser protector d'alguns poetes.